# Liste der Bodendenkmale in Königswartha
In der Liste der Bodendenkmale in Königswartha sind die Bodendenkmale der Gemeinde Königswartha und ihrer Ortsteile nach dem Stand der Auflistung von Harald Quietzsch und Heinz Jacob aus dem Jahr 1982 aufgelistet. Eventuelle Änderungen und Ergänzungen, insbesondere aus der Zeit nach der Wende, sind nicht berücksichtigt, da für Sachsen aktuell keine neueren allgemein zugänglichen Bodendenkmallisten vorliegen. Die Baudenkmale sind in der Liste der Kulturdenkmale in Königswartha aufgeführt.
| Denkmal-ID | Fundart            | Ortsteil     | Bezeichnung                          | Zeitstellung    | Lage                                                                       | Bemerkungen                                                                             | Bild |
| ---------- | ------------------ | ------------ | ------------------------------------ | --------------- | -------------------------------------------------------------------------- | --------------------------------------------------------------------------------------- | ---- |
| ?          | besonderer Stein   | Commerau     | Steinkreuz                           | Spätmittelalter | südlicher Ortsrand, Garten von Gut 50                                      | Säbel (Krummschwert) eingezeichnet, Schutz seit 25. August 1971                         |      |
| ?          | besonderer Stein   | Commerau     | Steinkreuz                           | Spätmittelalter | südsüdöstlich des Orts am Hennenteich, auf der Flurgrenze mit Königswartha | Schwert/Dolch und Stangenwaffe/Spinnrocken eingezeichnet, Schutz seit 23. Juli 1971     |      |
| ?          | besonderer Stein   | Johnsdorf    | Steinkreuz                           | Spätmittelalter | nordöstlich des Orts im Wald, westlich am Weg nach Weißig                  | Säbeleinzeichnung, Schutz seit 30. Juni 1971                                            |      |
| ?          | Befestigung > Burg | Königswartha | Wasserburg „Altes Schloss“           | Mittelalter     | südwestlicher Ortsrand, westlicher Gutsbereich                             | überbaut, oberflächlich eingeebnet, Schutz seit 8. Juli 1936, erneuert 1. Dezember 1958 |      |
| ?          | besonderer Stein   | Königswartha | Gruppe aus Steinkreuz und Kreuzstein | Spätmittelalter | südöstlicher Ortsbereich, Park des Pflegeheims                             | Kreuzeinzeichnung auf Kreuzstein, Schutz seit 25. August 1971                           |      |
| ?          | besonderer Stein   | Königswartha | Steinkreuz                           | Spätmittelalter | westlich des Orts im Wald, an der Straße von Niesendorf nach Commerau      | Hackmesser(?) eingezeichnet, Schutz seit 23. Juni 1971                                  |      |